# Amphicerus teres
Amphicerus teres es una especie de escarabajo del género Amphicerus, categorizada en la tribu Bostrichini, de la familia Bostrichidae. Fue descrita por Horn en 1878.
Mide 6-8 mm de longitud. Se distribuye por América del Norte: Estados Unidos.